# كاثرين والدو دوغلاس
كاثرين والدو دوغلاس (بالإنجليزية: Katharine Waldo Douglas)‏ (1870 - 7 أبريل 1939)؛ مترجمة وروائية أمريكية.